# Halowe Mistrzostwa Europy w Lekkoatletyce 1988 – pchnięcie kulą mężczyzn
Pchnięcie kulą mężczyzn – jedna z konkurencji rozgrywanych podczas halowych lekkoatletycznych mistrzostw Europy w  hali Sport Csárnok w Budapeszcie. Rozegrano od razu finał 5 marca 1988. Zwyciężył reprezentant Czechosłowacji Remigius Machura. Tytułu zdobytego na poprzednich mistrzostwach nie bronił Ulf Timmermann z Niemieckiej Republiki Demokratycznej.

## Rezultaty

### Finał
Opracowano na podstawie materiału źródłowego.
| Miejsce | Zawodnik           | Wynik |
| ------- | ------------------ | ----- |
| 1       | Remigius Machura   | 21,42 |
| 2       | Karsten Stolz      | 20,22 |
| 3       | Georgi Todorow     | 19,96 |
| 4       | Klaus Bodenmüller  | 19,70 |
| 5       | Karel Šula         | 19,66 |
| 6       | Georg Andersen     | 19,56 |
| 7       | Richard Navara     | 19,32 |
| 8       | Dimitrios Kudzukis | 19,25 |
| 9       | Radosław Despotow  | 19,23 |
| 10      | Zsigmond Ladányi   | 19,17 |
| 11      | László Szabó       | 18,77 |